# Marlyn Meltzer

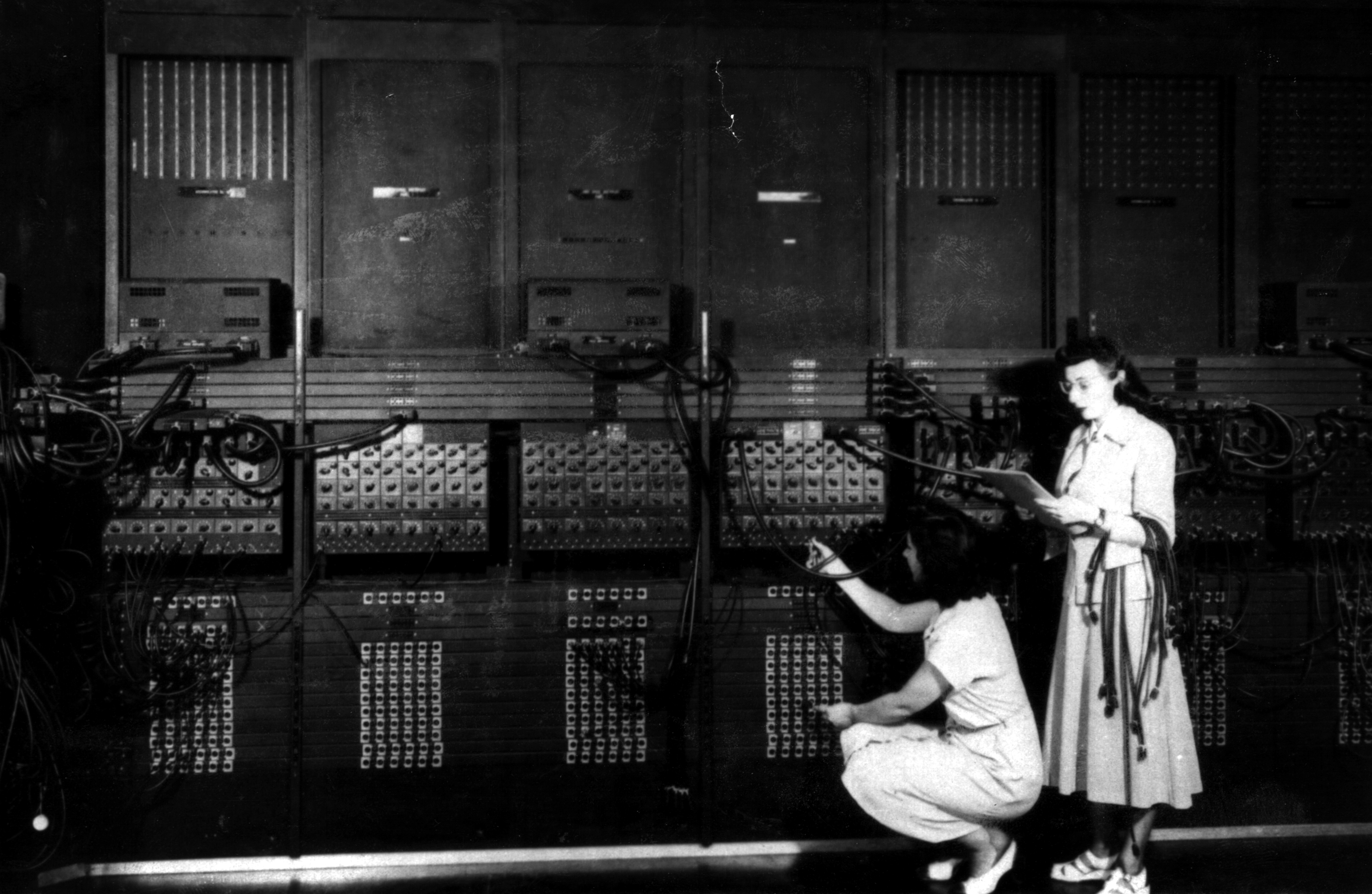
Marlyn Wescoff (em pé), programando o ENIAC em 1946

Marlyn Wescoff, conhecida por Marlyn Meltzer, (1922 – 4 de dezembro de 2008) foi uma das seis programadoras originais do ENIAC, o primeiro computador eletrônico digital de propósito geral.